# Tim Cahill
Timothy Filiga Cahill (ur. 6 grudnia 1979 w Sydney) – australijski piłkarz, który występował na pozycji pomocnika lub napastnika. Uważany za jednego z najlepszych australijskich zawodników w historii.
Rodzice Tima nie pochodzą z Australii: matka pochodzi z wysp Samoa, natomiast ojciec jest Anglikiem. Jako dziecko grał w klubie Balmain Police Boys Club, a był także graczem juniorskich zespołów Sydney United. Najskuteczniejszy strzelec reprezentacji Australii w piłce nożnej. Uczestnik Mistrzostw Świata 2006, 2010, 2014 i 2018.

## Millwall FC
W 1997 roku Cahill wyprosił u rodziców wyjazd do Anglii, by mógł się tam rozwinąć piłkarsko. Trafił do londyńskiego zespołu, grającego w niższych ligach, Millwall FC. Z czasem stał się podstawowym graczem drużyny, w której przez cały pobyt rozegrał 250 meczów i zdobył 57 bramek. Dużym sukcesem był awans do finału Pucharu Anglii w sezonie 2003/2004, dzięki czemu drużyna Millwall pierwszy raz w historii awansowała do Pucharu UEFA. W lecie 2004 roku Cahill miał odejść do Crystal Palace, jednak w ostatniej chwili szef klubu, Simon Jordan, zablokował transfer, gdyż nie chciał płacić menedżerowi Cahilla. Tim trafił więc do Evertonu za 2 mln funtów.

## Everton F.C.
W Premier League Cahill debiutował 30 sierpnia 2004 roku w zremisowanym 0:0 meczu z Manchesterem United na Old Trafford. Tim znakomicie wprowadził się w Premier League i w pierwszym sezonie zdobył w lidze aż 10 goli i był jednym z najskuteczniejszych pomocników w lidze. Został uznany najlepszym piłkarzem sezonu 2004/2005 przez fanów Evertonu, a z zespołem The Toffees awansował do kwalifikacji Ligi Mistrzów. W sierpniu 2005 Cahill przedłużył kontrakt z Evertonem do 2010 roku. 18 stycznia 2006 roku zdobył gola w Pucharze Anglii przeciwko Millwall FC i zrezygnował ze specjalnych celebracji po jego zdobyciu tłumacząc, „że byłby to cios w twarz dla zespołu Millwall”.

## New York Red Bulls
26 lipca 2012 r. Cahill podpisał kontrakt z New York Red Bulls z Major League Soccer, za opłatą wynoszącą około 1 miliona funtów. W następnym miesiącu zadebiutował w MLS w meczu z Houston Dynamo. 19 maja 2013 roku Cahill strzelił gola, który okazał się zwycięskim w 91. minucie przeciwko Los Angeles Galaxy w wygranym meczu (1:0). 20 października 2013 r. Cahill ustanowił nowy rekord (pobity w 2015 r. przez Mike'a Grella) zdobywając najszybszego gola w historii MLS, którego strzelił osiem sekund po wejściu na murawę w wygranym 3:0 meczu z Houston Dynamo. Cahill zastąpił zawieszonego napastnika Bradleya Wrighta-Phillipsa w drugim meczu półfinału Red Bulls' MLS Cup przeciwko New England Revolution 29 listopada 2014 roku. odpadł z remisem 2:2 w Massachusetts, przegrywając w dwumeczu 4:3. W dniu 2 lutego 2015 r. Cahill opuścił New York Red Bulls.

## Shanghai Shenshua
Po odejściu z New York Red Bulls, Cahill podpisał kontrakt z chińskim klubem Shanghai Shenhua. W dniu 9 marca 2015 roku Cahill zadebiutował w Shanghai Shenhua w meczu otwarcia zespołu w chińskim sezonie 2015 Super League, wygrywając 6:2 z rywalami Shanghai Shenxin. Shanghai Shenhua doszło także do finału Pucharu Chin, w którym po dogrywce przegrali z Jiangsu Guoxin-Sainty.
16 lutego 2016 r. Cahill ogłosił w mediach społecznościowych, że rozwiązał swój kontrakt z Szanghajem za obopólną zgodą, gdy powiedziano mu, że nie jest częścią planów nowego trenera Gregorio Manzano na sezon 2016 chińskiej Super League.

## Hangzhou Greentown
22 lutego 2016 poinformowano, że Cahill podpisał kontrakt z chińskim klubem Super League Hangzhou Greentown. 6 marca 2016 roku Cahill strzelił rzut karny w swoim debiucie w Hangzhou Greentown w wygranym 2:1 meczu z Changchun Yatai. Cahill zdecydował się na powrót do Australii dla swojej rodziny latem 2016 roku. 14 lipca 2016 roku jego umowa została rozwiązana.

## Melbourne City
11 sierpnia 2016 Cahill podpisał trzyletni kontrakt z klubem A-League Melbourne City, z planem gry przez pierwsze dwa lata, a następnie objęcia roli trenera przez trzeci rok. Cahill zadebiutował w Pucharze FFA 24 sierpnia jako zmiennik w 64. minucie przeciwko Brisbane Strikers. W swoim drugim meczu dla Melbourne City strzelił gola i uzyskał asystę w wygranym 4:1 ćwierćfinale Pucharu FFA przeciwko Western Sydney Wanderers. Cahill zadebiutował w A-League w Melbourne Derby przeciwko Melbourne Victory 15 października. Otworzył wynik spektakularnym strzałem w górny róg z 35 metrów po 27 minutach. City wygrało mecz 4:1. 30 listopada Cahill strzelił gola w finale Pucharu FFA.
4 lutego 2017 r., kiedy przygotowywał się do wejścia na boisko jako rezerwowy przeciwko Melbourne Victory FC, Cahill został skazany na karę za używanie „obraźliwego języka w stosunku do sędziego meczowego” po tym, jak ze złością kwestionował bramkę z Chrisem Beathem. To pierwszy raz w historii australijskiego futbolu, w którym zawodnik został wyrzucony z boiska przed wejściem na boisko.
6 grudnia 2017 r. Cahill opuścił Melbourne City ponieważ mało grał w pierwszym składzie.

## Powrót do Millwall
29 stycznia 2018 r. Cahill ponownie dołączył do swojego pierwszego profesjonalnego klubu, Millwall, podpisując kontrakt do końca sezonu 2017-18 EFL Championship. Tydzień po powrocie grał w drużynie Millwall do lat 23 w Professional Development League, strzelając gola w wygranym 3:2 meczu z Coventry City. W następnym tygodniu, Cahill zadebiutował w Millwall podczas jego drugiego pobytu w klubie, wchodząc w 90. minucie i otrzymując owacje na stojąco.
Został zwolniony przez Millwall pod koniec sezonu 2017-18. Dziesięć występów Cahilla podczas tego okresu oznaczało, że przeszedł na emeryturę, mając o jeden mecz ligowy więcej w Millwall niż w Evertonie.

## Jamshedpur FC
1 września 2018 Cahill podpisał kontrakt z indyjskim klubem Super League Jamshedpur. Jednak nie mógł zadebiutować w pierwszej kolejce sezonu przeciwko Mumbai City FC z powodu zawieszenia w meczu. Zadebiutował w klubie w następnym meczu, zremisował 2:2 z Bengaluru. Strzelił swojego pierwszego gola dla klubu w zremisowanym z Kerala Blasters, a później strzelił gola w wygranym 2:1 meczu z Odishą. W lutym 2019 został wykluczony z gry z powodu kontuzji palca i opuścił resztę sezonu.
28 marca 2019 r. Cahill ogłosił odejście z futbolu.

## Reprezentacja Australii
W reprezentacji Australii Cahill zadebiutował 30 marca 2004 roku w wygranym 1:0 meczu z reprezentacją RPA. Wcześniej zagrał w reprezentacji Samoa na poziomie Under-20, a miał wtedy 14 lat. Brał udział w Igrzyskach Olimpijskich w 2004 roku. W 2004 roku został wybrany Piłkarzem Roku Strefy Oceanii, dołączając do takich sław jak Christian Karembeu, Mark Viduka czy Harry Kewell. Zagrał w obu barażowych meczach z reprezentacją Urugwaju i pomógł reprezentacji Australii w awansie do finałów Mistrzostw Świata w Niemczech po dramatycznym konkursie rzutów karnych. Został powołany przez Guusa Hiddinka do 23-osobowej kadry na same finały MŚ. W pierwszym meczu MŚ z reprezentacją Japonii Cahill pojawił się na boisku w 53 minucie, a w 84 oraz 89 dwukrotnie wpisał się na listę strzelców walnie przyczyniając się do historycznego pierwszego triumfu reprezentacji Australii w finałach Mistrzostw Świata. Cahill został także pierwszym piłkarzem, który zdobył bramkę dla Socceroos w historii MŚ. W kolejnych meczach Cahill wychodził już jako zawodnik podstawowej jedenastki. Pomógł w awansie do 1/8 finału, gdzie jednak Australijczycy przegrali 1:0 z Włochami po kontrowersyjnym rzucie karnym, podyktowanym w 95. minucie meczu. Jest jedynym australijskim piłkarzem który strzelał gole na trzech kolejnych Mundialach.

## Kariera w liczbach
Kariera klubowa
Stan na mecz rozegrany 28 stycznia 2019 

Obejmuje inne rywalizacje, w tym Football League Trophy i Football League play-off.
| Występ klubowy     | Występ klubowy    | Liga  | Liga | Puchar        | Puchar        | Puchar Ligi / Play-offy | Puchar Ligi / Play-offy | Kontynentalny    | Kontynentalny    | Inny  | Inny | Łącznie | Łącznie |
| Klub               | Pora roku         | Mecze | Gole | Mecze         | Gole          | Mecze                   | Gole                    | Mecze            | Gole             | Mecze | Gole | Mecze   | Gole    |
| Anglia             | Anglia            | Liga  | Liga | Puchar Anglii | Puchar Anglii | Puchar Ligi             | Puchar Ligi             | Europa           | Europa           | Inne  | Inne | Łącznie | Łącznie |
| ------------------ | ----------------- | ----- | ---- | ------------- | ------------- | ----------------------- | ----------------------- | ---------------- | ---------------- | ----- | ---- | ------- | ------- |
| Millwall           | 1997-98           | 1     | 0    | 0             | 0             | 0                       | 0                       | —                | —                | 0     | 0    | 1       | 0       |
| Millwall           | 1998–99           | 36    | 6    | 0             | 0             | 1                       | 0                       | —                | —                | 5     | 1    | 42      | 7       |
| Millwall           | 1999–00           | 45    | 12   | 1             | 0             | 2                       | 0                       | —                | —                | 3     | 0    | 51      | 12      |
| Millwall           | 2000–01           | 41    | 9    | 2             | 0             | 4                       | 1                       | —                | —                | 1     | 0    | 48      | 10      |
| Millwall           | 2001-02           | 43    | 13   | 2             | 0             | 2                       | 0                       | —                | —                | 2     | 0    | 49      | 13      |
| Millwall           | 2002-03           | 11    | 3    | 0             | 0             | 0                       | 0                       | —                | —                | 0     | 0    | 11      | 3       |
| Millwall           | 2003-04           | 40    | 9    | 7             | 3             | 1                       | 0                       | —                | —                | 0     | 0    | 48      | 12      |
| Millwall           | Łącznie           | 217   | 52   | 12            | 3             | 10                      | 1                       | 0                | 0                | 11    | 1    | 250     | 57      |
| Everton            | 2004-05           | 33    | 11   | 2             | 1             | 3                       | 0                       | —                | —                | —     | —    | 38      | 12      |
| Everton            | 2005-06           | 32    | 6    | 3             | 1             | 0                       | 0                       | 4                | 1                | —     | —    | 39      | 8       |
| Everton            | 2006-07           | 18    | 5    | 0             | 0             | 3                       | 2                       | —                | —                | —     | —    | 21      | 7       |
| Everton            | 2007-08           | 18    | 7    | 0             | 0             | 4                       | 1                       | 6                | 2                | —     | —    | 28      | 10      |
| Everton            | 2008-09           | 30    | 8    | 7             | 1             | 1                       | 0                       | 2                | 0                | —     | —    | 40      | 9       |
| Everton            | 2009-10           | 33    | 8    | 2             | 1             | 1                       | 0                       | 7                | 1                | —     | —    | 43      | 10      |
| Everton            | 2010-11           | 27    | 9    | 1             | 0             | 0                       | 0                       | —                | —                | —     | —    | 28      | 9       |
| Everton            | 2011-12           | 35    | 2    | 4             | 1             | 2                       | 0                       | —                | —                | —     | —    | 41      | 3       |
| Everton            | Łącznie           | 226   | 56   | 19            | 5             | 14                      | 3                       | 19               | 4                | 0     | 0    | 278     | 68      |
| Stany Zjednoczone  | Stany Zjednoczone | Liga  | Liga | Puchar USA    | Puchar USA    | Play-offy               | Play-offy               | Ameryka północna | Ameryka północna | Inny  | Inny | Łącznie | Łącznie |
| New York Red Bulls | 2012              | 12    | 1    | 0             | 0             | 2                       | 0                       | —                | —                | –     | –    | 14      | 1       |
| New York Red Bulls | 2013              | 27    | 11   | 0             | 0             | 2                       | 1                       | —                | —                | –     | –    | 29      | 12      |
| New York Red Bulls | 2014              | 23    | 2    | 0             | 0             | 5                       | 1                       | 1                | 0                | —     | —    | 29      | 3       |
| New York Red Bulls | Łącznie           | 62    | 14   | 0             | 0             | 9                       | 2                       | 1                | 0                | 0     | 0    | 72      | 16      |
| Chiny              | Chiny             | Liga  | Liga | Puchar Anglii | Puchar Anglii | –                       | –                       | Azja             | Azja             | Inny  | Inny | Łącznie | Łącznie |
| Shanghai Shenhua   | 2015              | 28    | 11   | 6             | 1             | —                       | —                       | —                | —                | —     | —    | 34      | 12      |
| Hangzhou Greentown | 2016              | 17    | 4    | 0             | 0             | —                       | —                       | —                | —                | —     | —    | 17      | 4       |
| Australia          | Australia         | Liga  | Liga | Puchar FFA    | Puchar FFA    | Finały                  | Finały                  | Azja             | Azja             | Inny  | Inny | Łącznie | Łącznie |
| Miasto Melbourne   | 2016-17           | 22    | 11   | 4             | 2             | 1                       | 0                       | —                | —                | —     | —    | 27      | 13      |
| Miasto Melbourne   | 2017-18           | 6     | 0    | 1             | 0             | —                       | —                       | —                | —                | —     | —    | 7       | 0       |
| Miasto Melbourne   | Łącznie           | 28    | 11   | 5             | 2             | 1                       | 0                       | 0                | 0                | 0     | 0    | 34      | 13      |
| Anglia             | Anglia            | Liga  | Liga | Puchar Anglii | Puchar Anglii | Puchar Ligi             | Puchar Ligi             | Europa           | Europa           | Inne  | Inne | Łącznie | Łącznie |
| Millwall           | 2017-18           | 10    | 0    | 0             | 0             | 0                       | 0                       | —                | —                | 0     | 0    | 10      | 0       |
| Indie              | Indie             | Liga  | Liga | —             | —             | Play-offy               | Play-offy               | Azja             | Azja             | Inny  | Inny | Łącznie | Łącznie |
| Jamszszpur         | 2018–19           | 12    | 2    | —             | —             | 0                       | 0                       | 0                | 0                | —     | —    | 12      | 2       |
| Łącznie            | Łącznie           | 600   | 150  | 42            | 11            | 34                      | 6                       | 20               | 4                | 11    | 1    | 707     | 172     |

### Kariera reprezentacyjna
Stan na 20 listopada 2018 r.
| Australia | Australia | Australia |
| Rok       | Mecze     | Gole      |
| --------- | --------- | --------- |
| 2004      | 5         | 7         |
| 2005      | 9         | 1         |
| 2006      | 8         | 3         |
| 2007      | 5         | 1         |
| 2008      | 3         | 2         |
| 2009      | 7         | 5         |
| 2010      | 9         | 2         |
| 2011      | 9         | 3         |
| 2012      | 5         | 2         |
| 2013      | 6         | 3         |
| 2014      | 10        | 7         |
| 2015      | 12        | 9         |
| 2016      | 6         | 3         |
| 2017      | 10        | 2         |
| 2018      | 4         | 0         |
| Łącznie   | 108       | 50        |

## Osiągnięcia
W 2021 r. Cahill został mianowany Oficerem Orderu Australii za „wybitne zasługi dla futbolu jako elitarnego gracza na poziomie krajowym i międzynarodowym oraz dla organizacji charytatywnych i sportowych”.

### Klub
Millwall
- Football League Second Division (Druga Liga Angielska): 2000-01
- Drugie miejsce w Pucharze Anglii: 2003-04
- Wicemistrzostwo Ligi Angielskiej: 1998–99

Everton
- Drugie miejsce w Pucharze Anglii: 2008–09

New York Red Bulls
- Tarcza Zwolenników MLS: 2013

Shanghai Shenhua
- Drugie miejsce w Pucharze Anglii: 2015

Melbourne City
- Puchar FFA: 2016

### Reprezentacja
Australia
- Puchar Azji AFC: 2015
- Puchar Narodów OFC: 2004

### Nagrody Indywidualne
- Piłkarz Roku Oceanii: 2004
- Drużyna Roku PFA I ligi: 2003-04
- Piłkarz rundy Pucharu Anglii: 2003-04
- Everton Gracz sezonu: 2004-05
- Gracz sezonu Evertonu: 2004–05
- Najlepszy strzelec Evertonu w sezonie: 2004-05
- FIFA World Cup – zawodnik meczu
  - 2006: vs Japonia  (GS)
  - 2010: vs Serbia  (GS)
- Złota Piłka: 2006 (nominacja)
- Australijski Zawodowy Związek Piłki Nożnej Piłkarz Roku: 2008-09
- Najlepszy zespół w historii Australii: 2012
- NYRB Najcenniejszy zawodnik: 2013
- NYRB Gol Roku: 2013
- Złoty but NYRB: 2013
- MLS Gracz Tygodnia 2013: Kolejka 9
- Najlepsza XI MLS: 2013
- Gwiazdy MLS: 2014
- Nagroda dla najlepszego gracza MLS ESPY: 2014
- Nominacja do nagrody FIFA Puskás: 2014
- Puchar Azji AFC Zawodnik meczu: ćwierćfinały 2015 vs Chiny
- AFC Puchar Azji gol turnieju: 2015
- AFC Asian Cup Drużyna turnieju: 2015
- A-League Gol Roku: 2016-17
- AFC Ikona Azji: 6 grudnia 2017
- AFC  Opta All-time World Cup XI: 2020
- W czerwcu 2013 roku Cahill Expressway w Sydney została tymczasowo przemianowana na Tim Cahill Expressway na jego cześć przed meczem kwalifikacyjnym Socceroos 2014 FIFA World Cup przeciwko Irakowi. Przedstawiciele Federacji Piłkarskiej Australii zasugerowali, że zmiana nazwy powinna zostać dokonana na stałe, jeśli Cahill strzeli gola, który doprowadził do kwalifikacji Australii na Mistrzostwa Świata 2014.

Osiągnięcia i Rekordy
- Pierwszy Australijczyk, który strzelił gola na finałach Pucharu Świata
- Pierwszy Australijczyk, który strzelił gola na finałach Pucharu Azji
- Pierwszy Australijczyk, który został uhonorowany nagrodą Mistrzostw Świata FIFA w meczu
- Pierwszy Australijczyk, który strzelił gola na trzech Mistrzostwach Świata FIFA: 2006, 2010, 2014
- Najwięcej goli Australijczyka na finałach Mistrzostw Świata (patrz Lista strzelców Mistrzostw Świata FIFA )
- Najwięcej goli Australijczyka na finałach Pucharu Azji (patrz Lista strzelców AFC w Pucharze Azji )
- Najstarszy strzelec w historii Australii: (37 lat i 308 dni) goli przeciwko Syrii w 2017 r.
- Pierwszy zawodnik Evertonu od czasu Neville'a Southalla w 1988 roku, nominowany do Złotej Piłki
- Pierwszy zawodnik Evertonu od czasów Dixie Deana w 1931 roku, który strzelił gola w trzech oddzielnych derbach Merseyside na Anfield
- Strzelił więcej powojennych goli ligowych przeciwko Liverpoolowi niż jakikolwiek inny zawodnik Evertonu
- Ma rekord w zdobyciu najszybszego gola w historii MLS. 20 października 2013 r. Cahill strzelił w ciągu pierwszych 7 sekund meczu przeciwko Houston Dynamo
- Pierwszy piłkarz, który wygrał turnieje organizowane przez federacje z 2 różnych kontynentów - Puchar Narodów Oceanii w 2004[4] oraz Puchar Azji w 2015[5]